# Villa Borgogna
La villa Borgogna est une villa éclectique située rue Ròfònò Waeg à Gressoney-Saint-Jean, en Vallée d'Aoste.

## Histoire
Conçue par l'architecte Armando Melis de Villa, la villa est construite entre 1906 et 1910 à la demande des marquis de Borgogna,,. Ces derniers y accueillent plusieurs fois le prince Humbert de Savoie pendant ses courts séjours à Gressoney dans les années suivantes la mort de sa grand-mère, Marguerite de Savoie.

## Description
La villa, entourée d'un vaste parc dans lequel aujourd'hui se trouve aussi l'école maternelle de Gressoney-Saint-Jean, présent un style éclectique qui a été défini « vernaculaire romantique-pittoresque »,. Les façades sont caractérisées d'une base réalisée en pierre aux niveaux inférieurs, tandis que les niveaux supérieurs présentent un revêtement à pan de bois.

## Galerie d'images

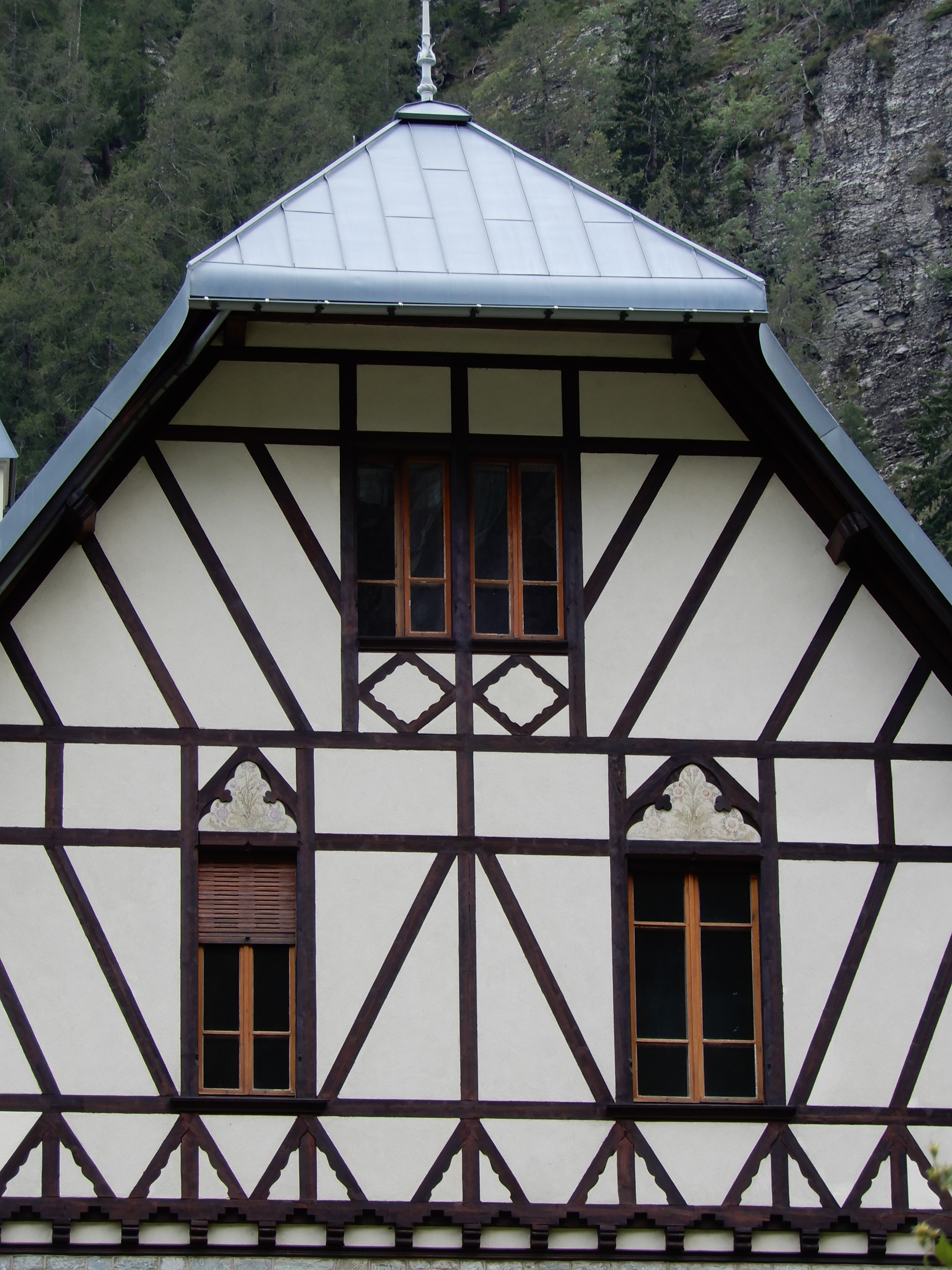
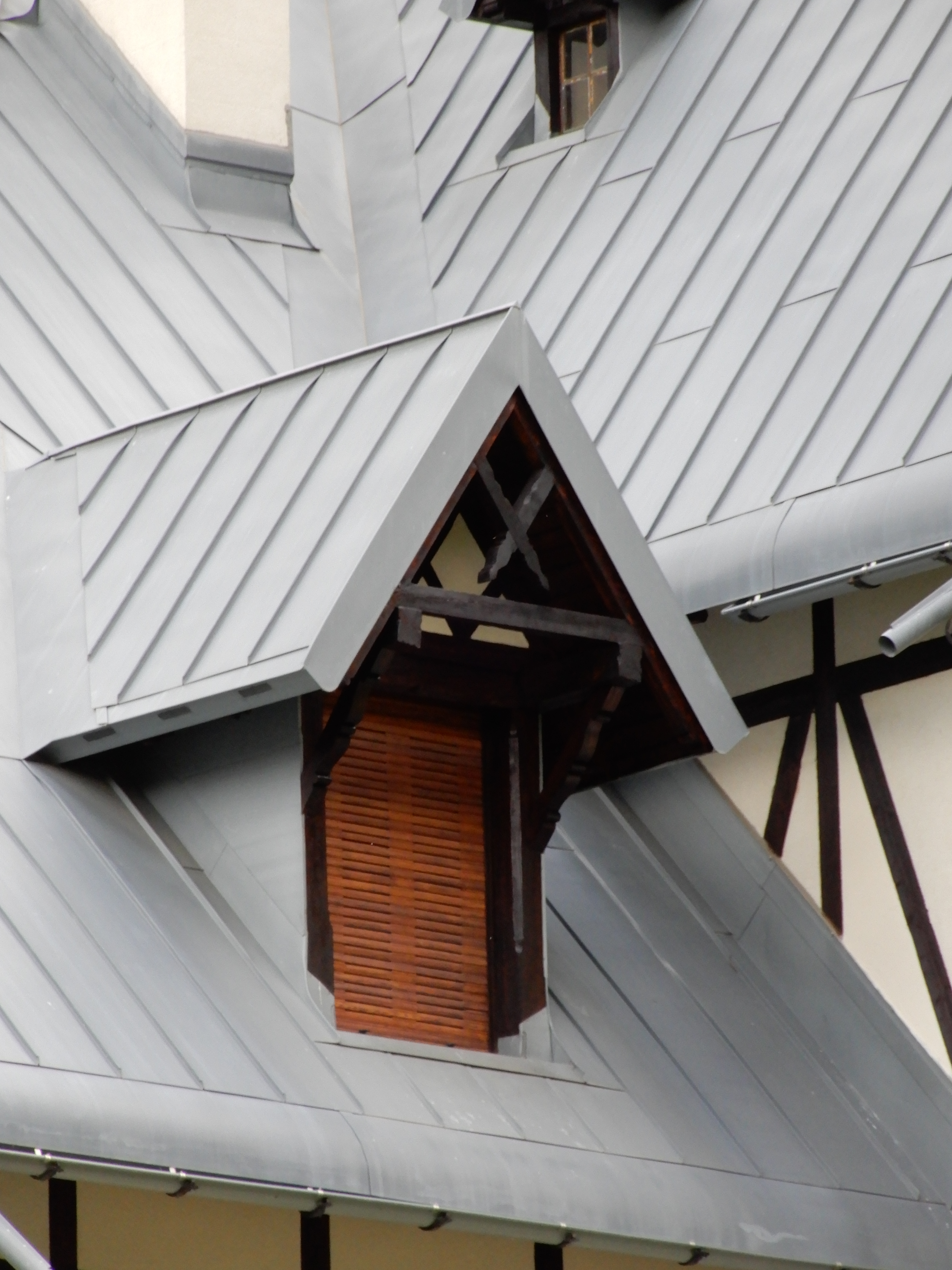
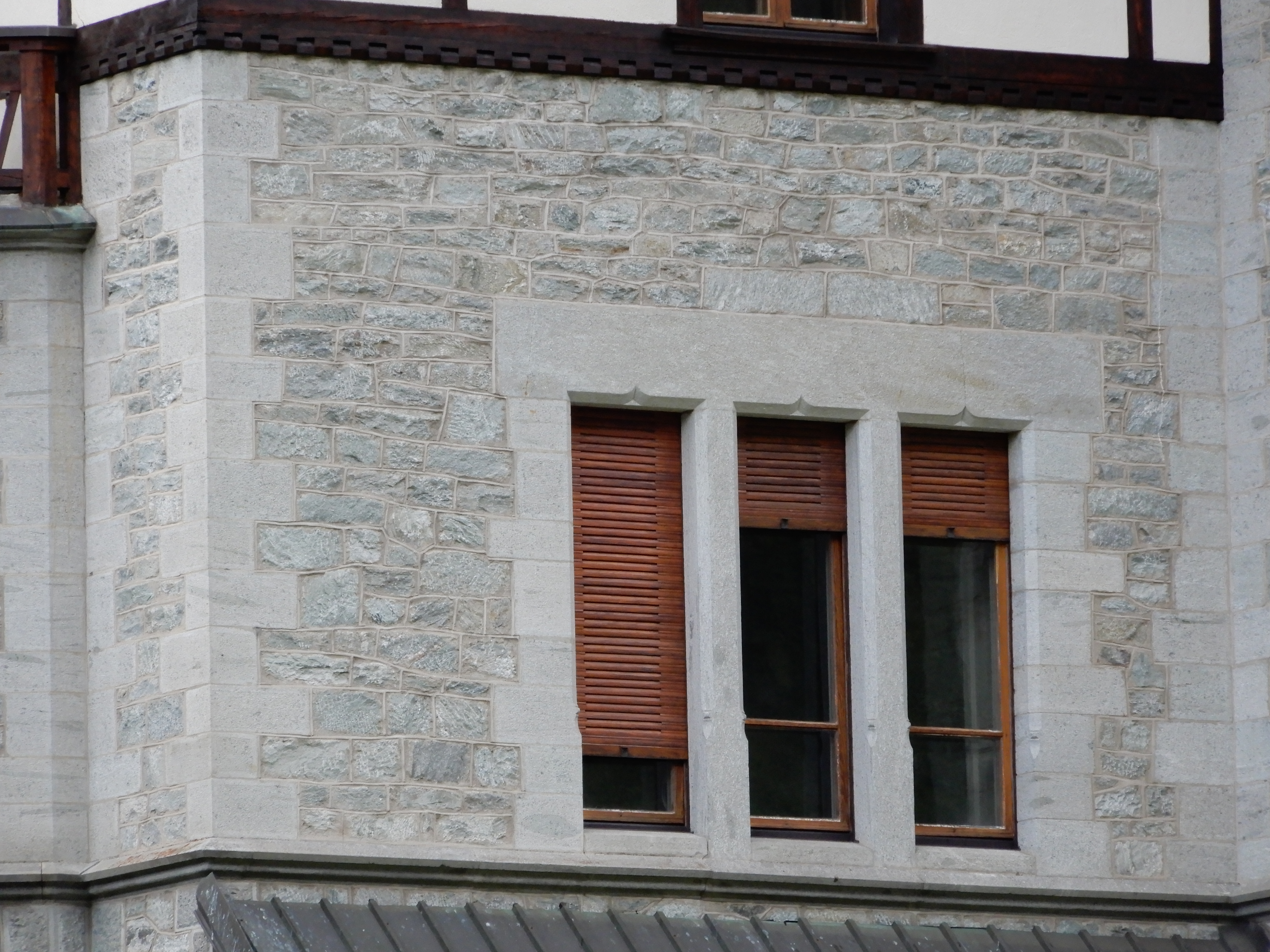